# 周一良
周 一良（シュウ・イチリョウ、1913年1月19日 - 2001年10月23日）は、中華人民共和国の歴史学者。

## 人物
山東省青島市生まれ。8歳で入塾し、四部分類を修める。

## 受賞
- 山片蟠桃賞（1996年）

## 日本語著作
- 周一良『つまりは書生 周一良自伝』東海大学出版部、1995年2月1日。ISBN 4486013174。